# Alina Büchel
Alina Büchel (ur. 22 sierpnia 2004) – skoczkini narciarska do końca sezonu 2019/20 reprezentująca Austrię, a od następnego Liechtenstein. Rekordzistka Liechtensteinu w długości skoku narciarskiego kobiet, pierwsza reprezentantka tego państwa na arenie międzynarodowej w skokach narciarskich kobiet.

## Przebieg kariery
Büchel pochodzi z miejscowości Schellenberg i posiada podwójne obywatelstwo – austriackie i liechtensteińskie. Była zawodniczką klubu WSV Tschagguns, a skoki narciarskie zaczęła trenować dzięki lokalnemu związkowi narciarskiemu z Vorarlbergu. Uczy się w gimnazjum sportowym w Stams.
Początkowo na arenie międzynarodowej reprezentowała Austrię. W lipcu 2018 w Hinterzarten zajęła 12. miejsce w zawodach FIS Youth Cup. We wrześniu 2019 zadebiutowała w Alpen Cupie, dwukrotnie plasując się na początku czwartej dziesiątki. W lutym 2020 w Villach po raz pierwszy wystąpiła w FIS Cupie, w obu konkursach zajmując lokaty w piątej dziesiątce. Kilka dni później w tej samej miejscowości wystąpiła w OPA Games, zajmując 13. miejsce indywidualnie (w rywalizacji skoczkiń urodzonych w 2003 i 2004) i szóste drużynowo (w rywalizacji skoczkiń urodzonych w 2003 i młodszych).
Po sezonie 2019/20 zdecydowała się na zmianę reprezentowanego państwa, stając się pierwszą skoczkinią narciarską w historii Liechtensteinu (dyscyplinę tę w tym kraju kilkadziesiąt lat wcześniej i na poziomie amatorskim uprawiali tylko mężczyźni, a pojedynczy zawodnicy z tego państwa pojawili się na starcie kilku lokalnych konkursów w Austrii i Szwajcarii na początku lat 80. XX wieku). Po zmianie barw Liechtensteiński Związek Narciarski formalnie utworzył dla Büchel jednoosobową kadrę juniorską, jednak w praktyce pozostała ona w strukturach lokalnego związku narciarskiego z Vorarlbergu, kontynuując treningi w Austrii. Jako reprezentantka Liechtensteinu na arenie międzynarodowej zadebiutowała we wrześniu 2020 w Berchtesgaden, zajmując miejsca w trzeciej dziesiątce obu konkursów Alpen Cupu. W grudniu 2020, podczas treningu na skoczni w Seefeld, upadła, doznając urazu stawu biodrowego, w wyniku którego opuściła resztę sezonu 2020/2021. Do treningów powróciła w marcu 2021, a do rywalizacji w zawodach FIS w sierpniu 2021. 18 września 2021 podczas zawodów rangi FIS Cup w Villach zdobyła pierwsze historyczne punkty dla Liechtensteinu, zajmując 30. lokatę.
Jej rekord życiowy wynosi 80 metrów i został ustanowiony 2 lutego 2020 na Erzberg Arena w Eisenerz.
W czerwcu 2023 roku poinformowała o zakończeniu kariery sportowej.

## Mistrzostwa świata juniorów
| Miejsce | Dzień   | Rok  | Miejscowość | Skocznia        | Punkt K | HS     | Konkurs  | Skok 1 | Skok 2 | Nota     | Strata    | Zwyciężczyni |
| ------- | ------- | ---- | ----------- | --------------- | ------- | ------ | -------- | ------ | ------ | -------- | --------- | ------------ |
| 43.     | 3 marca | 2022 | Zakopane    | Średnia Krokiew | K-95    | HS-105 | indywid. | 65,0 m | –      | 39,1 pkt | 201,4 pkt | Nika Prevc   |

## Zimowy olimpijski festiwal młodzieży Europy
| Miejsce | Dzień    | Rok  | Miejscowość | Skocznia     | Punkt K | HS     | Konkurs  | Skok 1 | Skok 2 | Nota      | Strata    | Zwyciężczyni |
| ------- | -------- | ---- | ----------- | ------------ | ------- | ------ | -------- | ------ | ------ | --------- | --------- | ------------ |
| 29.     | 24 marca | 2022 | Lahti       | Salpausselkä | K-90    | HS-100 | indywid. | 63,0 m | 62,0 m | 100,5 pkt | 155,0 pkt | Nika Prevc   |

## FIS Cup

### Miejsca w klasyfikacji generalnej
| Sezon     | Miejsce |
| --------- | ------- |
| 2021/2022 | 94.     |

### Miejsca w poszczególnych konkursachFIS Cup
| Sezon 2019/2020                                              |         |             |             |           |           |            |            |         |         |                |                |           |           |            |            |          |         |         |         |         |        |        |        |        |        |        |        |        |        |        |        |        |        |        |
| Szczyrk                                                      | Szczyrk | Szczuczyńsk | Szczuczyńsk | Ljubno    | Ljubno    | Râșnov     | Râșnov     | Villach | Villach | Oberwiesenthal | Oberwiesenthal | Rastbüchl | Rastbüchl | Villach    | Villach    | punkty   | punkty  | punkty  | punkty  | punkty  | punkty | punkty | punkty | punkty | punkty | punkty | punkty | punkty | punkty | punkty | punkty | punkty | punkty | punkty |
| -                                                            | -       | -           | -           | -         | -         | -          | -          | -       | -       | -              | -              | -         | -         | 46         | 41         | 0        | 0       | 0       | 0       | 0       | 0      | 0      | 0      | 0      | 0      | 0      | 0      | 0      | 0      | 0      | 0      | 0      | 0      | 0      |
| Sezon 2021/2022                                              |         |             |             |           |           |            |            |         |         |                |                |           |           |            |            |          |         |         |         |         |        |        |        |        |        |        |        |        |        |        |        |        |        |        |
| Otepää                                                       | Otepää  | Kuopio      | Kuopio      | Gérardmer | Gérardmer | Einsiedeln | Einsiedeln | Ljubno  | Ljubno  | Villach        | Villach        | Falun     | Falun     | Kandersteg | Kandersteg | Zakopane | Villach | Villach | Oberhof | Oberhof | punkty |        |        |        |        |        |        |        |        |        |        |        |        |        |
| -                                                            | -       | -           | -           | -         | -         | -          | -          | -       | -       | 30             | 31             | -         | -         | 15         | 14         | -        | -       | -       | -       | -       | 35     |        |        |        |        |        |        |        |        |        |        |        |        |        |
| Legenda                                                      |         |             |             |           |           |            |            |         |         |                |                |           |           |            |            |          |         |         |         |         |        |        |        |        |        |        |        |        |        |        |        |        |        |        |
| 1 2 3 4-10 11-30 poniżej 30 - − zawodniczka nie wystartowała |         |             |             |           |           |            |            |         |         |                |                |           |           |            |            |          |         |         |         |         |        |        |        |        |        |        |        |        |        |        |        |        |        |        |

## Alpen Cup

### Miejsca w klasyfikacji generalnej
| Sezon     | Miejsce |
| --------- | ------- |
| 2020/2021 | 44.     |
| 2021/2022 | 50.     |
| 2022/2023 | 59.     |